# 章伯钧
章伯钧（1895年11月17日—1969年5月17日），安徽桐城人，中华人民共和国政治人物，中国民主同盟和中国农工民主党的创始人和领导人之一，全国政协副主席，中华人民共和国交通部长，《光明日报》社社长。反右运动时被認定為中国头号大右派。

## 生平
1895年11月17日（清光绪二十一年十月初一），生于安徽桐城後方鄉一地主家庭（祖屋成為現在之育才村章家大屋）。6岁時其父章扬清不幸溺水而亡。因此他与二弟章伯韬、三弟章伯仁由两位叔叔抚养長大。他先入私塾，一年后转入乡间育才小学。畢業後投考桐城中学，因數學不及格，幾將落榜，但因文章受到校長賞識而破格錄取，1916年考入武昌高等师范学校英文部。這時與恽代英，萧楚女相識，同他在武昌成立了《利群书社》 、《互助社》、《共存社》。五四运动時，他作为武昌高师学生会代表参加了武汉学生联合会，积极组织武汉学生參加运动。1920年毕业后即被聘为宣城的安徽省立第四师范学校英语教员，不久升任校长，因聘惲、蕭和陈霞年任教，一年后被解职。1922年受安徽省省长许世英所器重，公费赴德国留学，与朱德、孙炳文同船。入柏林大学哲学系学习黑格尔哲学。1923年经朱德介绍加入中国共产党。
1925年，邓演达前往欧洲游历，在柏林相識，因觀點相近所以交往密切。1926年初回国，应郭沫若之聘任中山大学文学院教授。6月参加北伐，任国民革命军第九军党代表，7月出任国民革命军总司令部政治部宣传科科长。1927年3月，改任农民部兵农联合委员会主席。8月章伯钧参加南昌起义，任起义军总指挥部政治部副主任，11月南昌起義失敗后，到达香港，从此脱离中共。追随邓演达创建“第三党”（即現在的中國農工民主黨）。1932年妻子李哲民患肺结核，病逝于北平。死前她把自己的妹妹李淑娴托付给了章伯鈞。1933年参加福建事變。事變失敗後流亡日本。1935年，从日本回香港，改组“第三党”为中华民族解放行动委员会。1938年任国民参政会参政员，1939年提出过《请结束党治，立施宪政，安定人心，发扬民力而利抗战案》著名提案。1941年3月29日中國民主同盟秘密成立，是五人常务委员会之一员，章兼任组织部长。1945年1月，民族解放行动委员会在重庆创办的《中华论坛》出版，章任主编。1947年2月，中华民族解放行动委员会改名为中国农工民主党，章伯钧被选为中央执行委员会主席。
1949年中华人民共和国建國后曾任全国政协常委、中央人民政府委员，政务院政务委员，中国民主同盟副主席，农工民主党主席，中央人民政府交通部部长，中华人民共和国交通部部长，《光明日報》社社長。1956年11月，章伯钧作为副团长随团长彭真率领全国人大代表团访问苏联及东欧国家，在与苏联领导人赫鲁晓夫会面时，章伯钧突然站起来说：“见到赫鲁晓夫同志我非常高兴，我想对赫鲁晓夫同志讲几句心里话。我想讲讲压在心底多少年的一句话，过去没有机会，今天听了赫鲁晓夫同志谈话，我非常高兴，我要借这个机会讲讲。我过去是中国共产党的党员，因为对中国革命的看法与有些同志不一样，就遭到排斥。后来我离开了共产党。我遭到了不公平的对待，到现在没有解决，还是个悬案……”
1957年4月30日，章伯鈞听了毛泽东在最高国务会议上的讲话，非常兴奋。认为“人民内部矛盾”概念的提出，“今后主要是解决生产力与生产关系问题”的总体方针和“百花齐放，百家争鸣”“长期共存相互监督”的方针确立，是毛泽东对自身理论的突破。而这种突破将有益于他的社会实践。章伯鈞说：“第一代领袖是决心要把国家前途掌握在自己手里的领袖；第二代领袖是要能满足人民生活渴望的领袖，而生活又是不那么容易满足的。毛泽东提出了人民内部矛盾和解决途径，他很可能要去完成两代领袖的任务。”中央统战部出面召开座谈会，中央统战部长李维汉亲自电话催促章伯鈞，一定要出席座谈会，提些批评意见。
章伯鈞表示：“近20天来，全国各地都在谈论人民内部矛盾，帮助共产党整风，提出了很多意见，看来是正常的。共产党的领导，共产党的政策，共产党的批评和自我批评精神，民主精神，已经取得了极大效果。鸣，放，并不影响共产党的领导，而是愈益提高了共产党的威信。在工业方面有许多设计院，可是，政治上的许多设施，就没有一个设计院。我看政协、人大、民主党派、人民团体应该是政治上的四个设计院。应该多发挥这些设计院的作用。一些政治上的基本建设，要事先交给他们讨论，三个臭皮匠，合成一个诸葛亮。现在大学里对党委制很不满，应该展开广泛的讨论，制度是可以补充的，因为大家都是走社会主义的路。这样搞，民主生活的内容，就会丰富起来。政协、人大不要待到期满，今年就可以进行明年要做的大事的讨论。不能全靠视察制度，对国家准备做的事情要经常讨论，近一两年来，政府对老年知识分子问题，有所安排，收到了极大效果。但是还有些名望较小的知识分子，思想已经起了很大变化，生活也有困难，政府应当有适当的政策，逐步地解决他们的问题，国务院开会，常拿出成品，这种形式主义的会议可以少开。镇反、三反、肃反中的遗留问题，党和政府应该下决心，检查一下，检查要有准备，要好好做。今后有关国家的政策、方针性问题，多听听多方面意见。如果党内一决定，就那么干下去，是不能达到预期的目标的。如文字改革，我认为既不是国防机密，又不是阶级斗争问题，是一个人民内部矛盾问题，却只由少数热心分子作了讨论。如果文字改革问题，等于社会主义、共产主义，我没意见；我不反对；如果是文化问题，就应该在党内外展开讨论，应该多从学术、政治、道理上进行讨论。”，章伯鈞的這些言論被指为要搞“政治设计院”（1957年5月22日《人民日報》)。1957年6月8日，章伯钧被認定為中国頭号資產階級“右派分子”。1958年1月底，章伯鈞被撤除包括交通部部长、全国政协副主席、农工中央主席、民盟中央第一副主席、光明日报社长等九个职务。但仍保留部長級待遇和全国政协常委一职，出入有汽車，跟隨有警衛，由於容易受「矚目」，故漸漸少公開活動。多與右派人員聚會、聚餐。因他為右派之首，1980年時沒被平反，至今依然是不予改正的中央級「五大右派」之一。
文化大革命開始時，因為他的右派身份，其全家皆遭受持續批鬥。1969年5月17日，章伯鈞在北京因胃癌病逝。
1985年11月11日，农工民主党中央與民盟中央召開紀念章伯鈞誕辰九十周年座談會。1986年5月23日，其珍藏且幸存之330部，共2,562冊善本藏書由李健生代表捐贈至安徽省圖書館收藏。

## 家庭
章伯钧有三次婚姻，分別是1920年在安徽桐城（现为安徽省枞阳县），娶贵池县農家女林振华，生子章師明（1922年5月6日生）；1927年在武漢娶李哲民（1932年因肺結核殁於北平）；1933年於上海與李健生（原名李淑嫻，李哲民之妹）結婚誕下兩女：大女章詒學1939年生於香港，次女章詒和1942年生於重慶。
李健生早年就读于北京大学医学院，后弃医从政，辅助章伯钧在中国民主革命中的活动。曾任北京市卫生局副局长、中国农工民主党中央委员、常委、中央咨监委员会副主席，全国政协委员，1990年逝世。
子章師明任中国农工民主党中央委员、常委、中央执行局副主任、中央副主席，全国政协常委、全国人大代表，离休。
章诒学毕业于北京大学物理系，自文革中后期起到退休进农工民主党工作之前，一直在前北京第二光学仪器厂，即现北分瑞利公司前身。为中国光学分析仪器的研发立下功劳，曾受称三八红旗手及劳动模范。章诒学从农工民主党中央委员任职退休后，又回到北分瑞利，继续其工程师的职业追求。
章诒和以怀念文集《往事并不如烟》闻名，在文化大革命中以所谓“现行反革命罪”判刑20年，坐牢10年，平反后为中国艺术研究院戏曲研究所研究员、博士生导师。与第一个丈夫唐良友（故于1979年）育有一女，名唐晓白，是近年来渐获好评的电影导演，代表作有《完美生活》。

### 引用
1. ↑  http://mjlsh.usc.cuhk.edu.hk/book.aspx?cid=6&tid=157&pid=2759 （页面存档备份，存于）  越是崎岖越坦平──回忆我的父亲章伯钧
2. ↑  刘志青. . 人民网-中国共产党新闻网. 《党史博览》.   [2019-01-05]. （原始内容存档于2013-11-05）.
3. ↑  .   [2021-02-09]. （原始内容存档于2021-02-14）.
4. ↑  http://www.epochtimes.com/gb/11/9/24/n3382039.htm （页面存档备份，存于）  林辉：五个大右派为何永不能被“纠正”？